# فرودگاه وایلدهورس ولی
فرودگاه وایلدهورس ولی (به انگلیسی: Wildhorse Valley Airport) یک فرودگاه خصوصی است که یک باند فرود خاک دارد و طول باند آن ۹۱۴ متر است. این فرودگاه در کشور ایالات متحده آمریکا قرار دارد و در ارتفاع ۱۲۸۸ متری از سطح دریا واقع شده است.